# Höllsbach
Der Höllsbach, auch Hölzbach genannt, ist ein knapp 3 Kilometer langer rechter Zufluss des Fockenbachs im rheinland-pfälzischen Landkreis Neuwied.
Er ist nach dem rheinland-pfälzischen Landeswassergesetz ein Gewässer dritter Ordnung.

## Name und Geschichte
Wie beim Holzbach bei Döttesfeld oder beim Holzbach bei Winkelbach geht der Name des Höllsbaches auf das Wort Holz zurück, was in diesem Fall für den Wald steht. Die Gegend um den Höllsbach war also früher zum Großteil bewaldet. Bis heute ist der größte Teil des Höllsbaches von Wald umgeben und wird oft noch Hölzbach geschrieben.
Im Mittelalter gehörte das Gebiet um Niederhonnefeld, Ellingen und Oberhonnefeld zum Allodialbesitz der Grafen von Wied und war eng verzahnt mit dem Kirchspiel Honnefeld, das ab dem 13. Jahrhundert urkundlich erwähnt wird. Vor der Mündung des Höllsbachs in den Fockenbach bei Niederhonnefeld gibt es zwei Mühlengebäude, die heute in privater Hand und nicht mehr in Betrieb sind. Auf alten Karten sind die Namen Oehl-Mühle und Mehl-Mühle zu erkennen. Der als Naturschwimmbad umgewandelte Mühlenweiher und der Mühlenweg, an dem die Mühlen stehen, erinnern an die einstigen Mühlenanlagen. 

## Geographie

### Verlauf
Der Höllsbach entspringt im Westerwald auf 377 m ü. NN südlich der Gemeinde Oberhonnefeld-Gierend in der Verbandsgemeinde Rengsdorf-Waldbreitbach, die der Höllsbach niemals verlässt. Anfangs fließt er durch die Gemarkung Oberhonnefeld und durch das Feuchtbiotop „In der Höllsbach“, das aus den Quellen des Höllsbachs gespeist wird und von den Mitgliedern des Gemeinderats von Oberhonnefeld gepflegt wird.
Weiter südlich fließt der Bach an dem Bornshof und dem Schützenhaus der SSG Honnefeld vorbei in Richtung des Naturschwimmbads Niederhonnefeld. Auf dem Weg dorthin fließt er jedoch zunächst für 1,5 Kilometer durch die Gemarkung Ellingen, parallel zur südlich gelegenen B 256.
Nachdem der Höllsbach das Naturschwimmbad passiert hat, das zur Speisung des Beckens das Bachwasser verwendet, münden noch vor dem Ort Niederhonnefeld zunächst von rechts der Ellinger Graben (GKZ 27167622) und dann von links der Häßbach (auch Niederhonnefelder Bach genannt, GKZ 27167624) in den Höllsbach. Anschließend fließt er die letzten 700 Meter durch den Ortskern von Niederhonnefeld und an den Niederhonnefelder Mühlen vorbei, wonach er schließlich in den Fockenbach mündet.

### Zuflüsse
(Von der Quelle zur Mündung)
- Ellinger Graben (rechts), 0,7 km, 0,48 km²
- Häßbach (Niederhonnefelder Bach, links), 0,5 km, 0,87 km²

### Ortschaften
Zu den Ortschaften an und nahe dem Höllsbach gehören:
- Oberhonnefeld
- Ellingen
- Straßenhaus
- Niederhonnefeld

## Tourismus

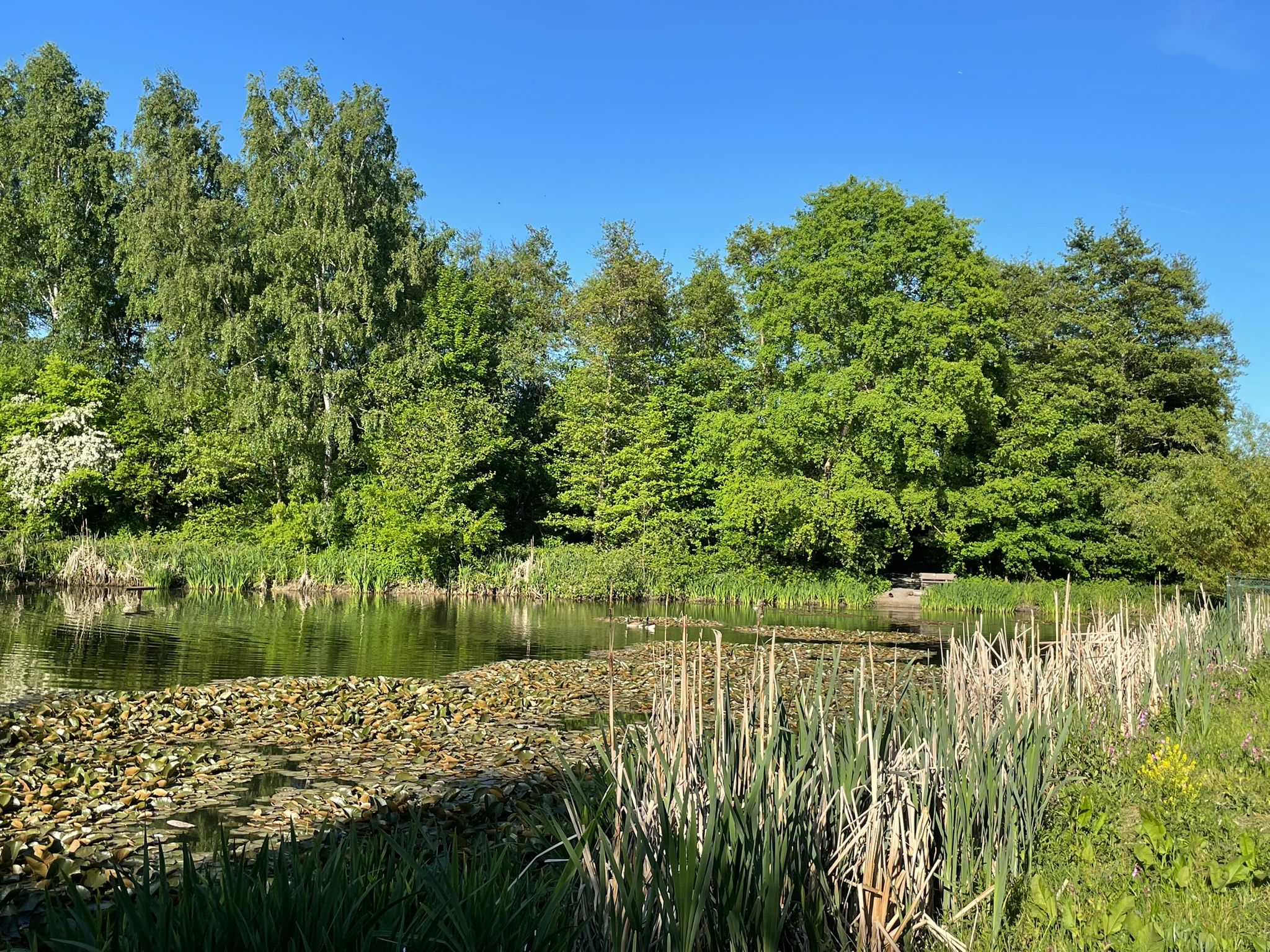
Das Feuchtbiotop bei Oberhonnefeld im Mai 2025

### Weiher und Biotop
Rund 200 Meter nach der Quelle des Höllsbachs befindet sich ein Weiher, beziehungsweise ein Feuchtbiotop, gespeist aus den Quellen des Höllsbachs. Das Biotop liegt in der Gemeinde Oberhonnefeld-Gierend und wurde im Frühjahr 2013 kultiviert, wobei rund um den Weiher ein Spazierweg mit Bänken angelegt, beziehungsweise erneuert wurde. Neben der üppigen Pflanzenwelt im Feuchtbiotop leben dort auch unter anderem Enten, Kanadagänse, Blässhühner, Reiher und Libellen. 
Das Feuchtbiotop wird regelmäßig und saisonal ehrenamtlich im Auftrag des Gemeinderats Oberhonnefeld gepflegt, um die Tiere und die Natur nachhaltig zu unterstützen.

### Erzweg 1
Der Rhein-Westerwald-Themenweg Erzweg 1 Grün verläuft vom Parkplatz des Westerwaldparks am Ortseingang Gierenderhöhe aus über Oberhonnefeld bis ins Fockenbachtal. Bevor der Rundweg ins Fockenbachtal führt, umrundet er das Feuchtbiotop.

### Naturschwimmbad
Der Höllsbach speist neben dem Feuchtbiotop auch das Becken des Naturschwimmbads Niederhonnefeld. Das Naturschwimmbad Niederhonnefeld wurde zunächst als Mühlenweiher angelegt, um mit dem Stauwasser die weiter unten im Tal gelegenen Mühlen zu versorgen. Im Jahr 1927 wurde aus dem Mühlenweiher dann ein Badegewässer, das bis heute noch existiert und für die regionale Bevölkerung wie auch für den aufstrebenden Fremdenverkehr attraktiv ist.

## Galerie

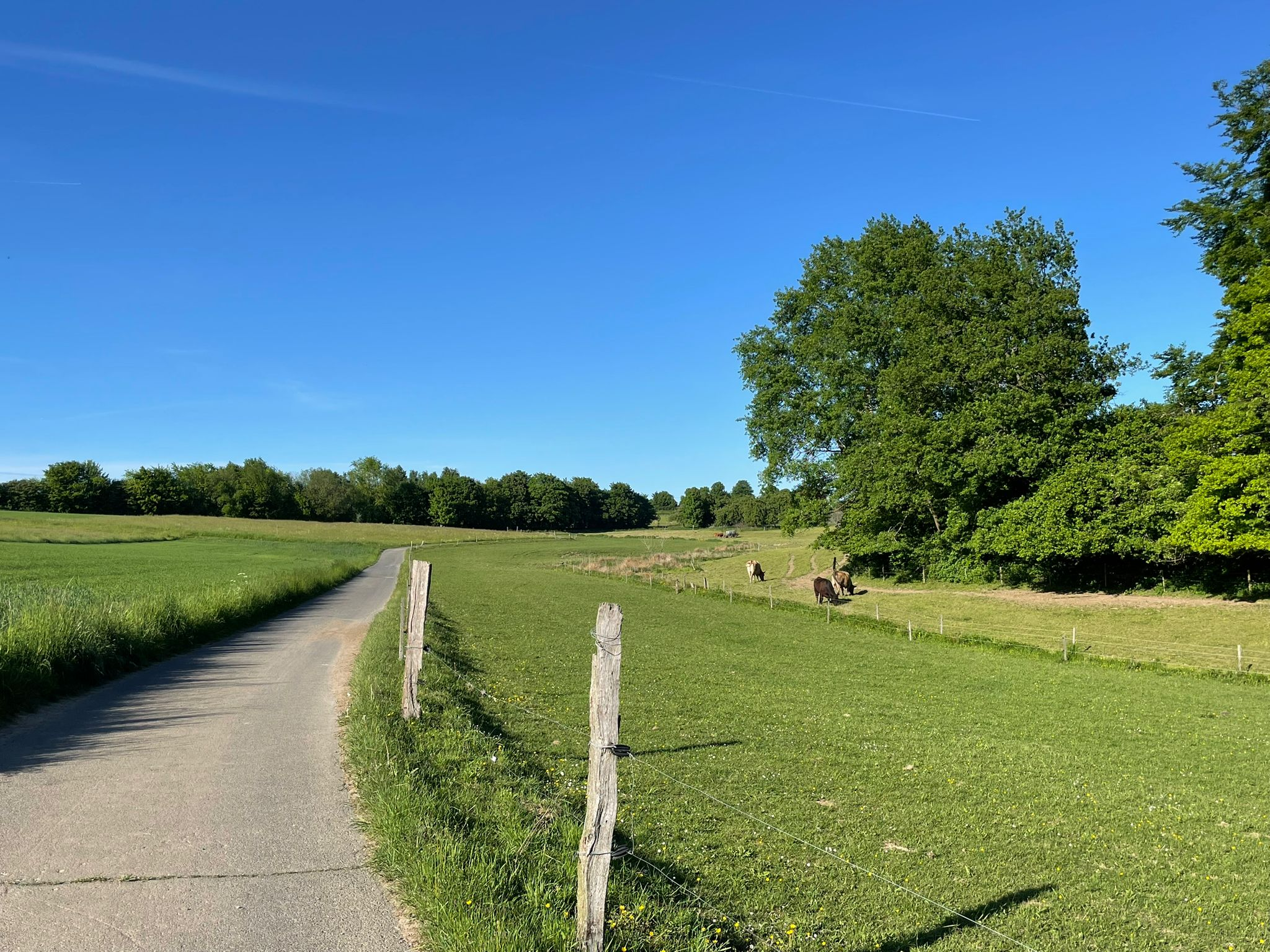
Höllsbachtal am Bornshof
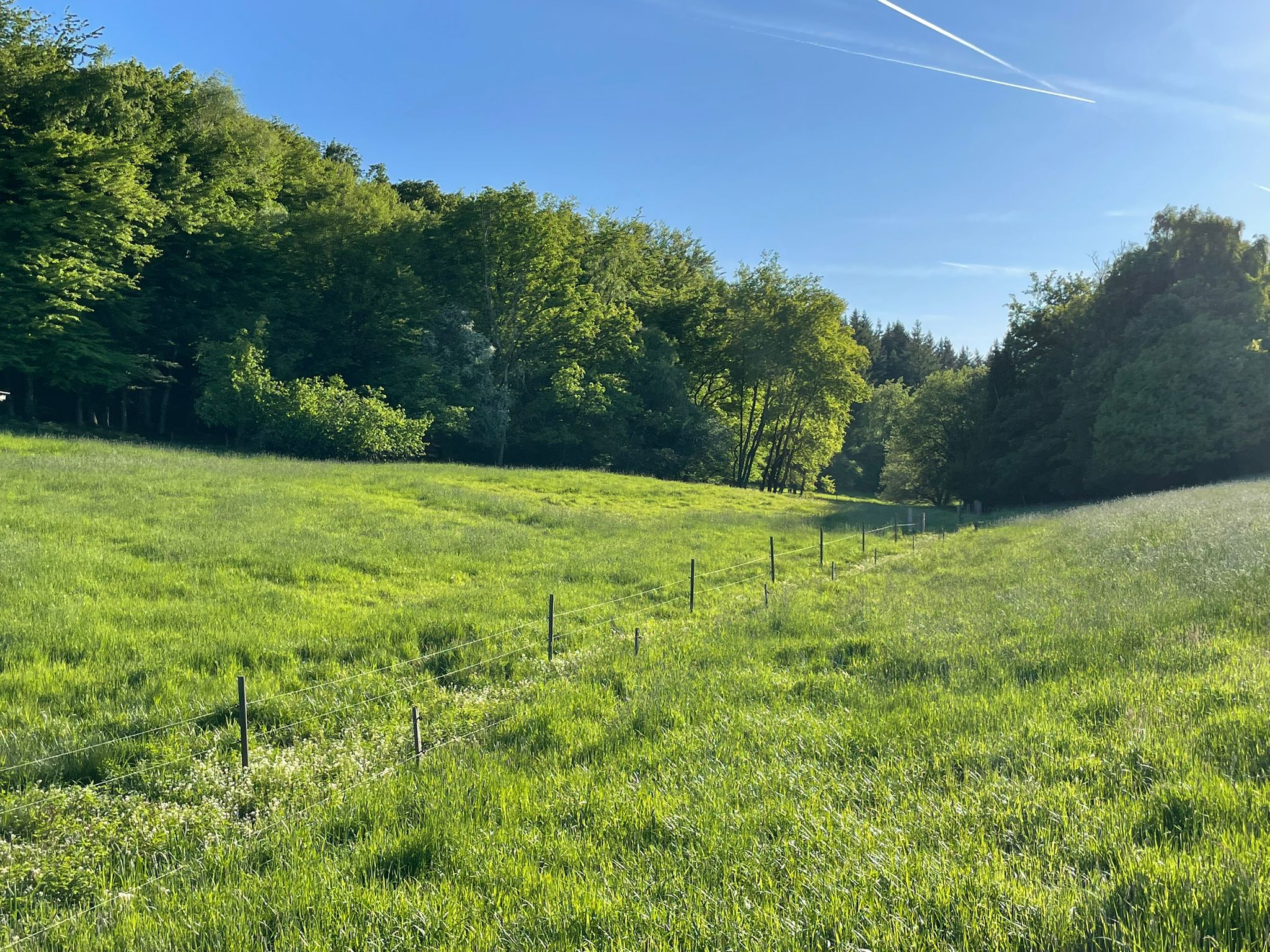
Höllsbach südlich von Ellingen
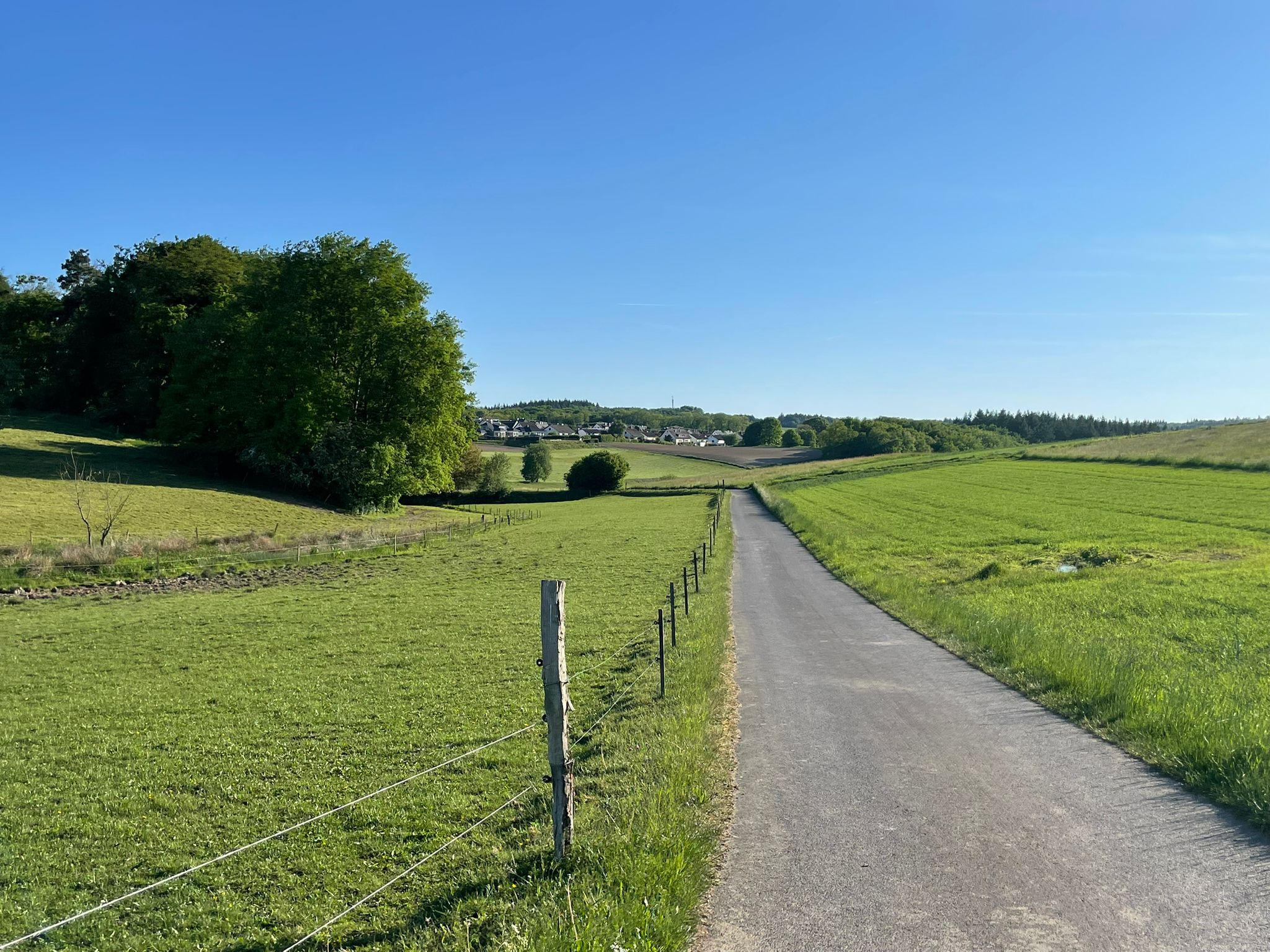
Höllsbachtal bei Oberhonnefeld
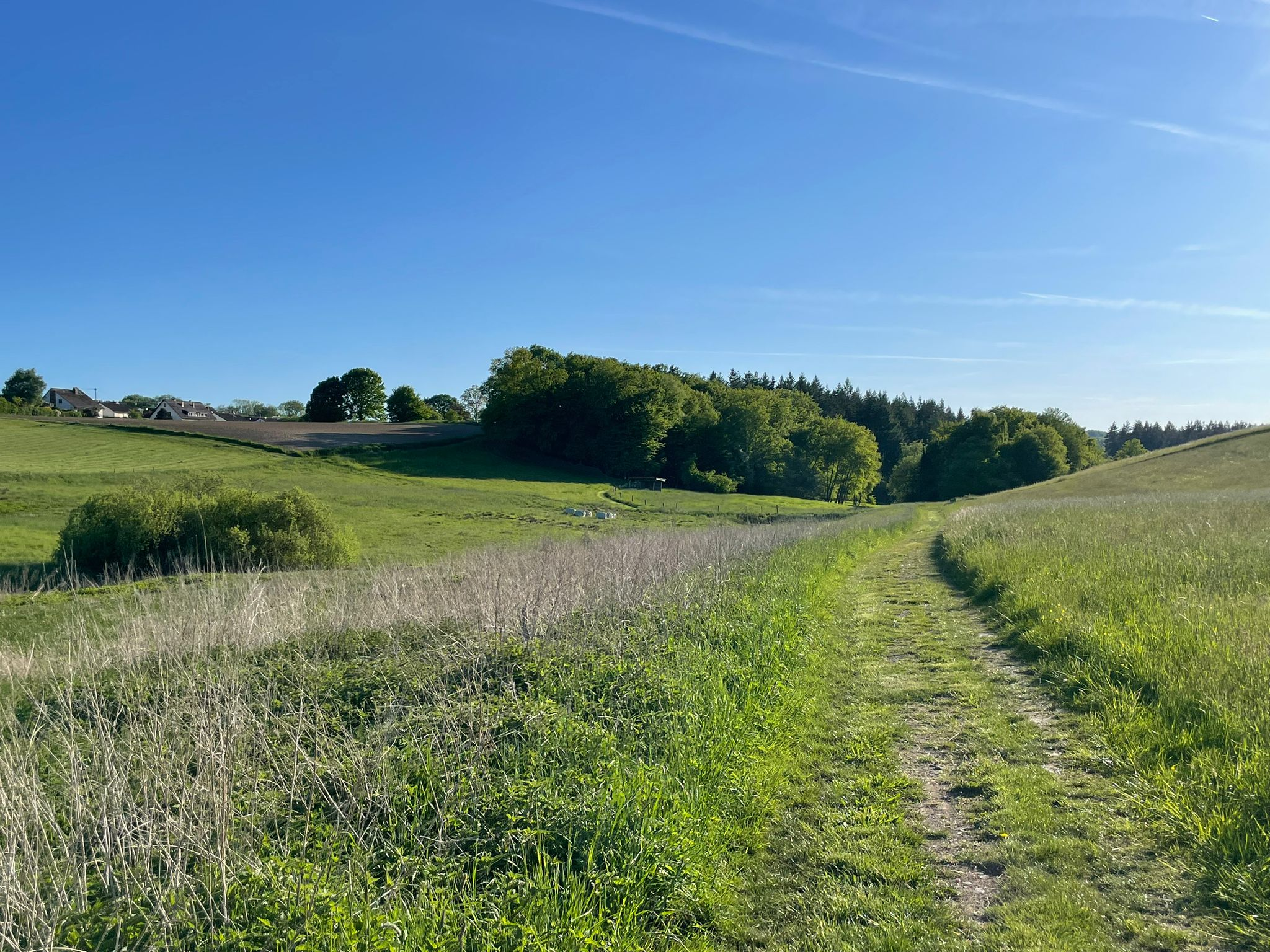
Höllsbachtal bei Ellingen
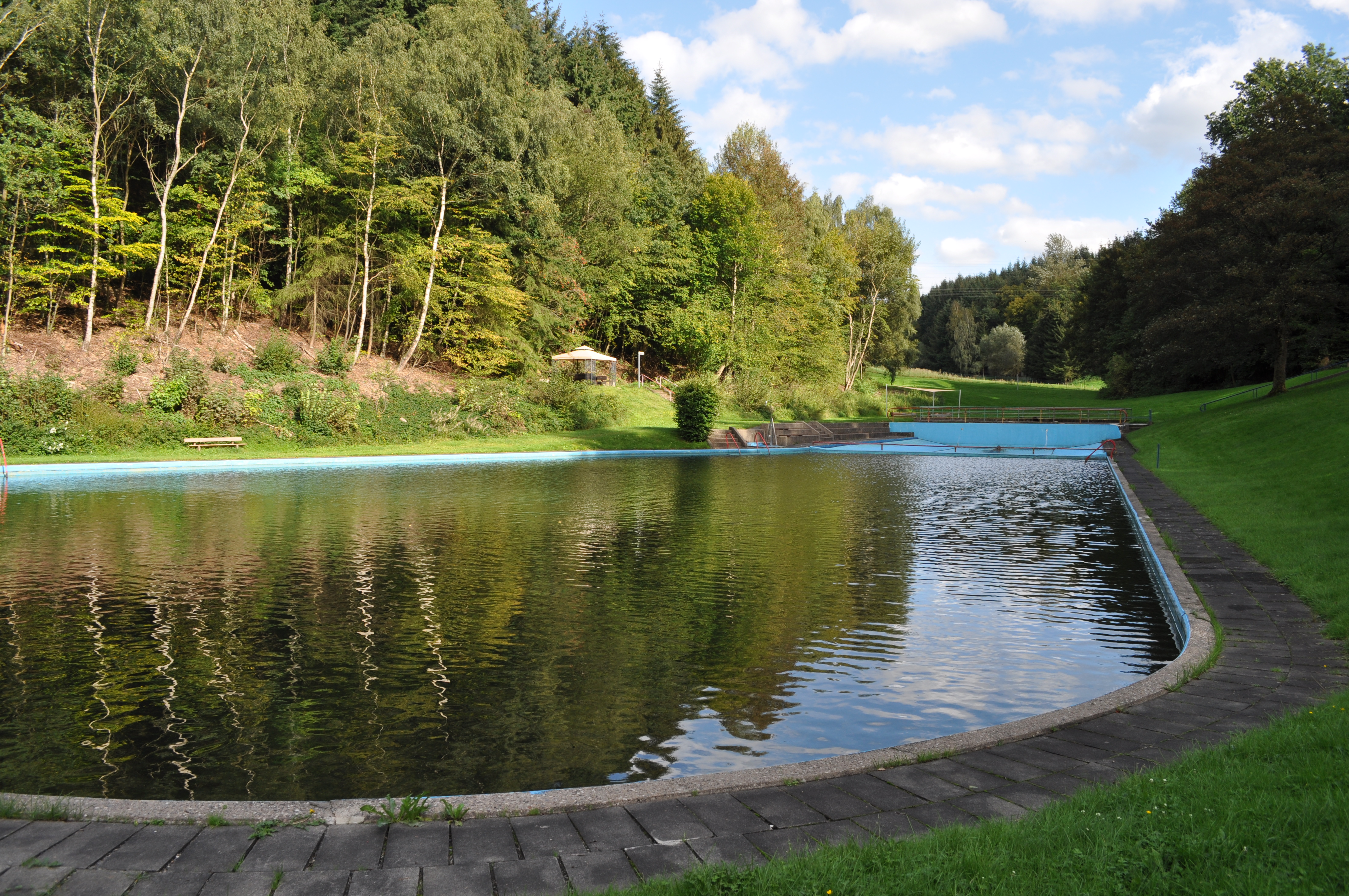
Das Naturschwimmbad
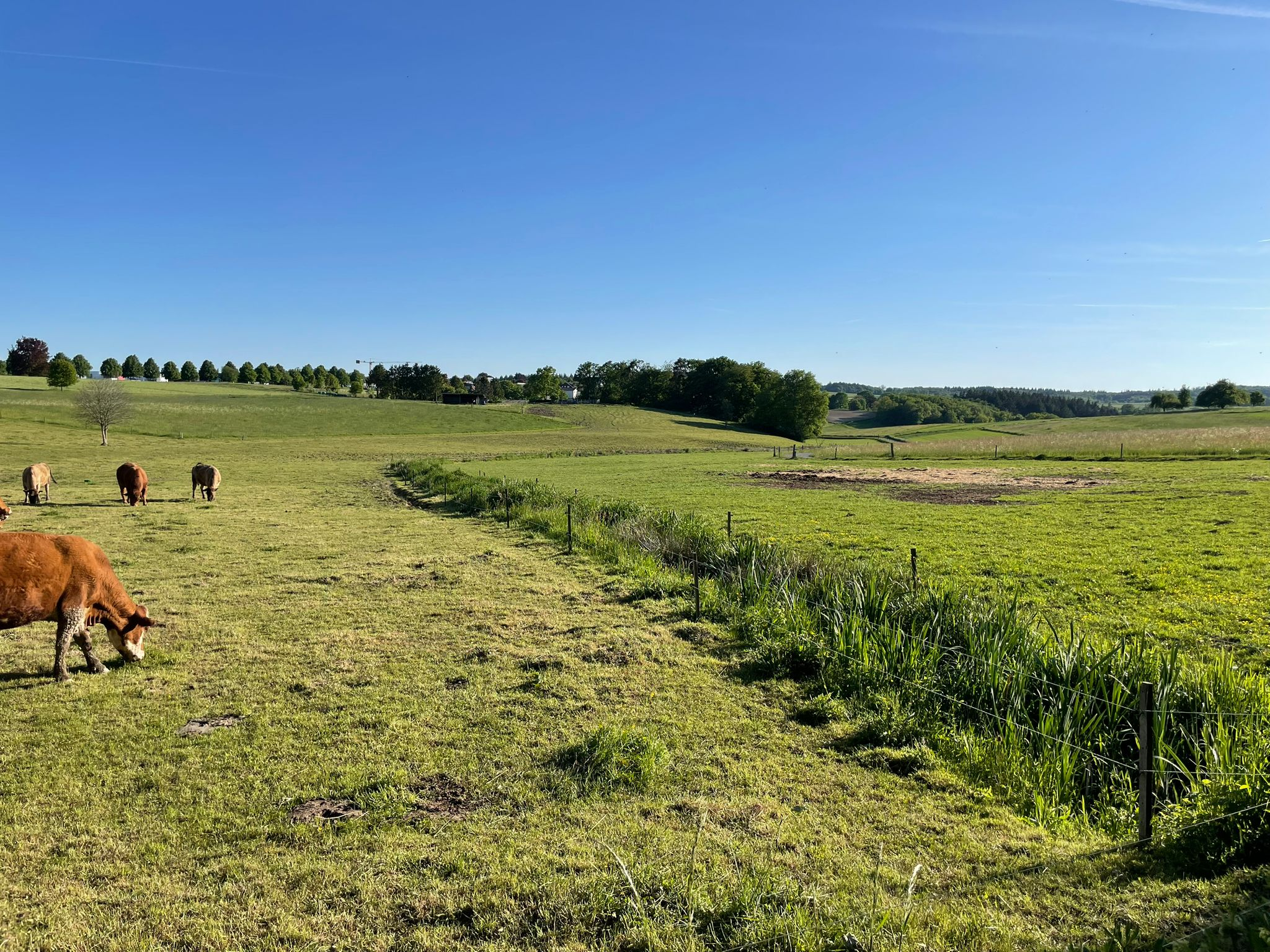
Höllsbachtal zwischen Oberhonnefeld und Straßenhaus
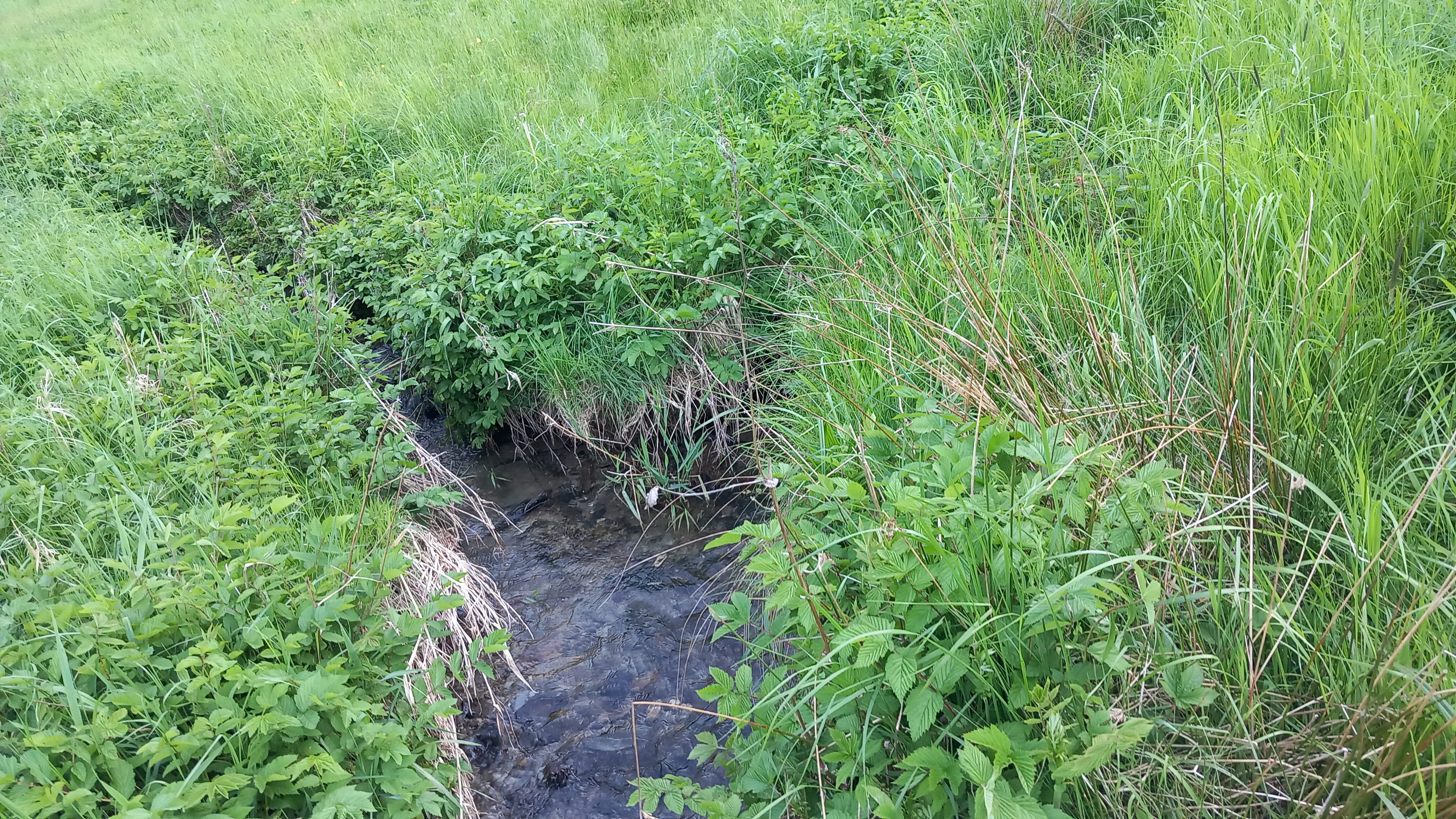
Mündung des Höllsbachs (links) in den Fockenbach (rechts) im Fockenbachtal
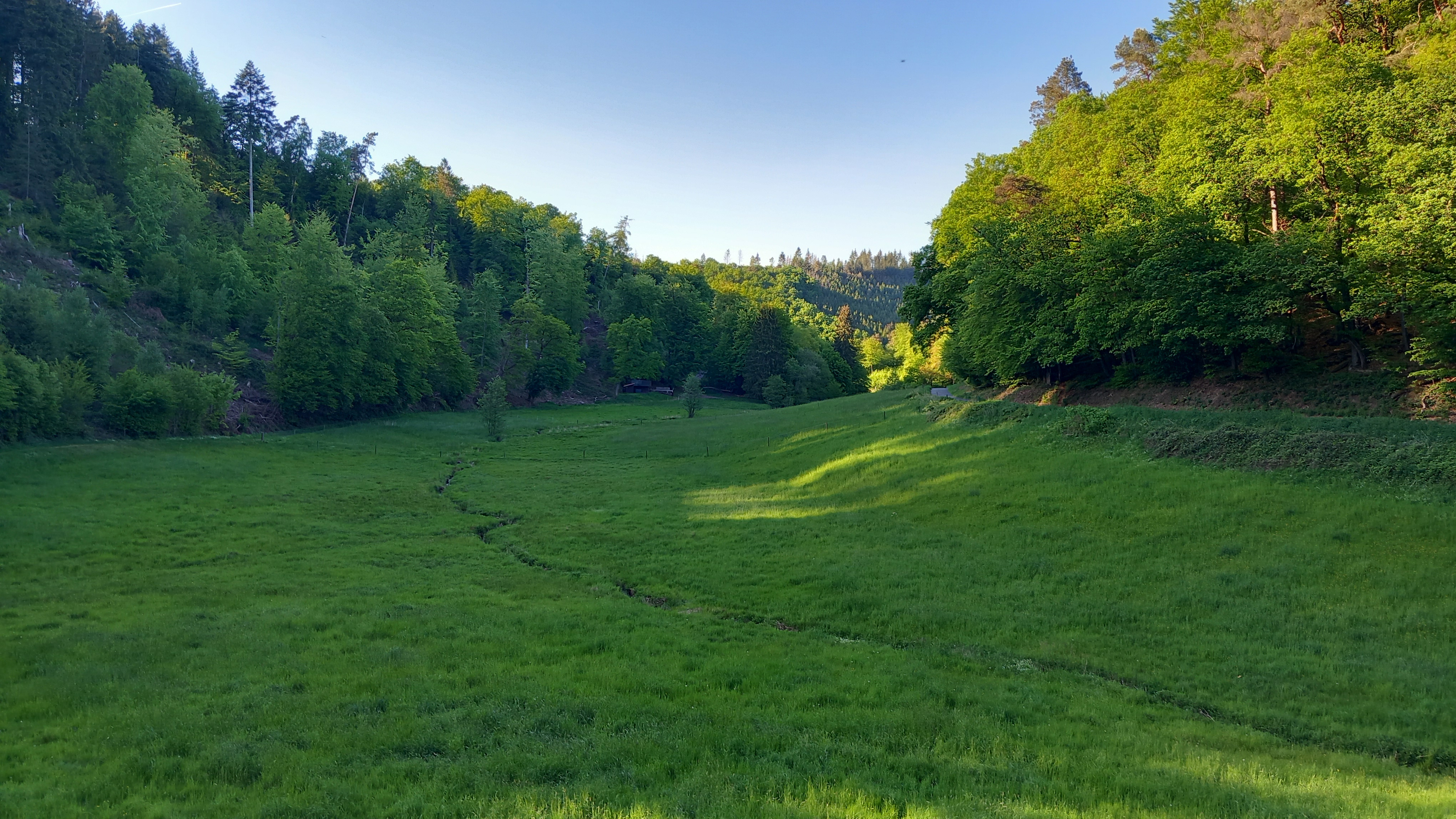
Hollsbach (rechts) und Fockenbach (links)
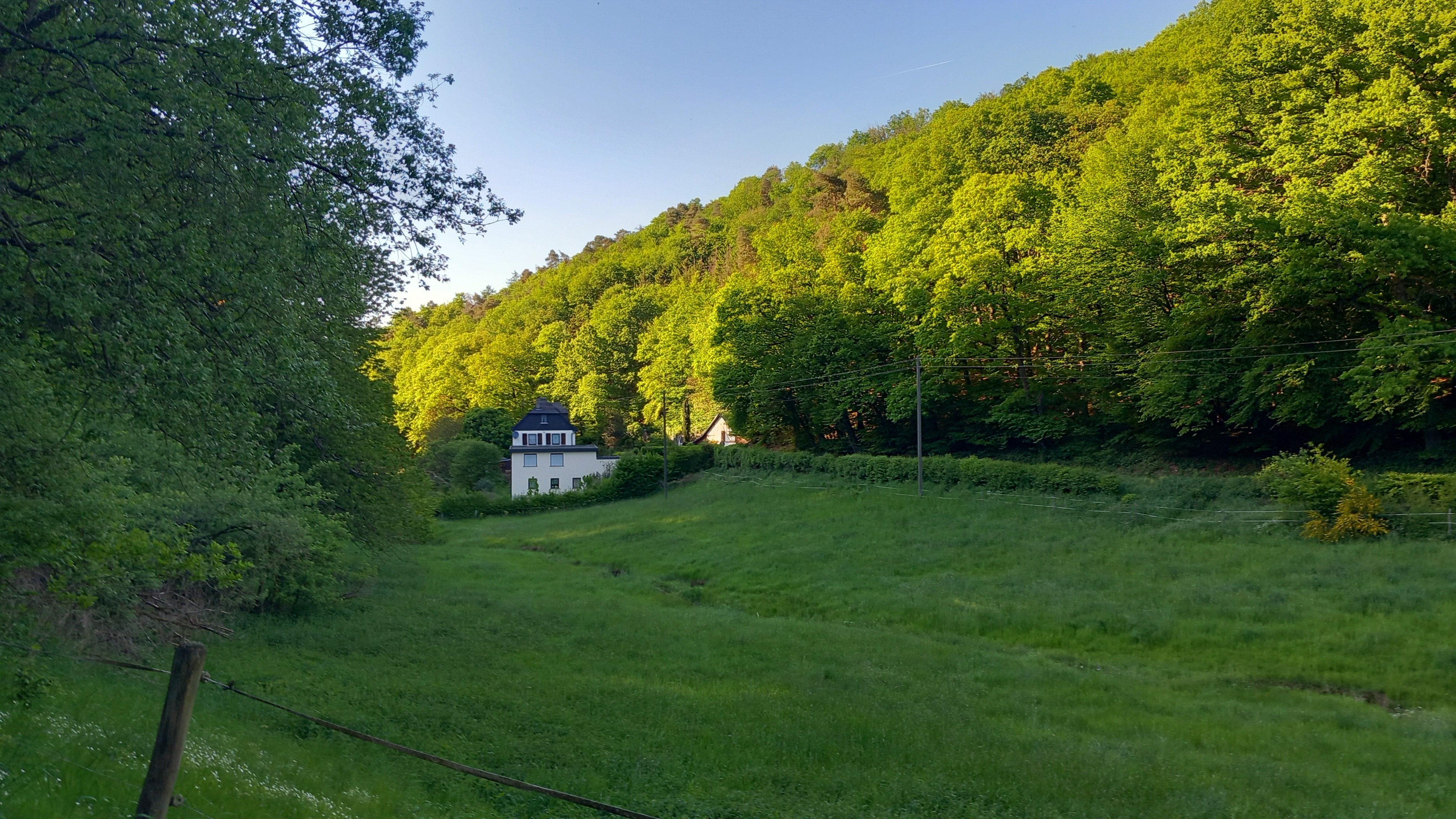
Niederhonnefelder Mühle im Höllsbachtal